# Miguel Roa
Miguel Roa García (Madrid, 7 de abril de 1944-Illescas, 4 de febrero de 2016) fue un director de orquesta español.

## Biografía
Formado en sus estudios musicales en Madrid, Italia y Estados Unidos, sus inicios en la dirección fueron en el Teatro Eslava de Madrid donde estrenó Rigoletto con tan solo 20 años. Después siguió en la Orquesta Juventudes Musicales, pasó más tarde a la Santa Cecilia de Pamplona y continuó en la Opera lírica de Chicago y el Teatro Massimo Bellini de Catania. Entre 1974 y 1978, de nuevo en España, dirigió el Coro Nacional y fue segundo director de los Festivales de Ópera madrileños, al tiempo que trabajó como profesor en la Escuela Superior de Canto.
En 1978 recaló finalmente en el Teatro de la Zarzuela, donde fue director desde 1985 por más de veinticinco años. A lo largo de toda su vida fue un músico comprometido con el género chico español y destacó su labor de difusión y defensa de la zarzuela más allá de España. Así, colaboró con Plácido Domingo en su difusión internacional (Chicago, Londres, Múnich, entre otras ciudades) y tuvo el honor de ser el primer director que estrenaba una zarzuela, Luisa Fernanda, en la Scala de Milán. Colaboró como director también con la Compañía Nacional de Danza en sus inicios y la Compañía Lírica Nacional, recorriendo Europa (Francia, Italia, Reino Unido), Estados Unidos (Ópera de Los Ángeles), Argentina (Teatro Colón). Ya en 2001 hizo una gira por México y Estados Unidos con la Orquesta de la Comunidad de Madrid que incluyó un concierto en el Carnegie Hall neoyorquino.
Del conjunto de su producción discográfica, sobresalen sus interpretaciones de El gato montés de Manuel Penella, con Teresa Berganza, Plácido Domingo y el coro titular del Teatro Lírico Nacional, con la Orquesta Sinfónica de Madrid (1998), Doña Francisquita, de Amadeo Vives con Ainhoa Arteta, Plácido Domingo y Linda Mirabal con el coro del Gran Teatro de Córdoba y la Orquesta Sinfónica de Sevilla, El hijo fingido. Comedia lírica en un prólogo y dos actos. de Joaquín Rodrigo (2002) y Preludios y coros para zarzuelas (2003).
A lo largo de su carrera obtuvo distintos galardones, entre los que destacan el Premio al Mejor Intérprete de Música Clásica, el Premio Federico Romero a la Mejor Trayectoria como Director Musical en el Género Lírico y el Premio de Cultura de la Comunidad de Madrid.